# Lucillella suberra
Lucillella suberra is een vlindersoort uit de familie van de prachtvlinders (Riodinidae), onderfamilie Riodininae.
Lucillella suberra werd in 1877 beschreven door Hewitson.